# Regione di Turkistan
La regione di Turkistan (in kazako Түркістан облысы?, Türkıstan oblysy; in russo Туркестанская область?, Turkestanskaja oblast'), fino al 2018 nota come regione del Kazakistan Meridionale (in kazako Оңтүстік Қазақстан облысы?, Oñtüstık Qazaqstan oblysy; in russo Южно-Казахстанская область?, Južno-Kazachstanskaja oblast') è una regione del Kazakistan, estesa nella parte meridionale del paese ai confini con l'Uzbekistan; confina inoltre con le regioni di Karaganda, Qyzylorda e Zhambyl.

## Il territorio
Il territorio della regione digrada dalle montagne meridionali (catene montuose laterali del Tien Shan) verso i bassopiani desertici del Kazakistan centrale, ed è attraversato da un tratto del corso superiore del fiume Syr Darya. 
La regione è, a pari merito con la regione di Atyrau, la più piccola per superficie dell'intero paese.

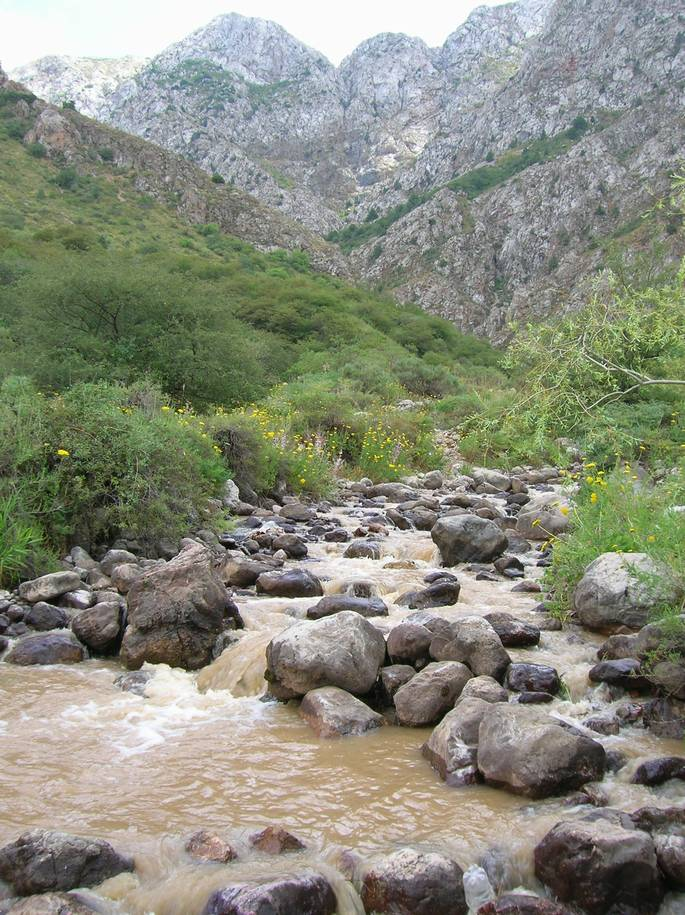
Paesaggio montano nella regione.

Nonostante la densità di popolazione non superiore ai 17 ab./km², la regione è una delle più densamente popolate della nazione; la ragione di questa maggior presenza umana sta nell'antichità della stessa, unitamente alla vicinanza a centri di popolamento antichi e di una certa rilevanza come Almaty e Tashkent, capitale dell'Uzbekistan. Il clima, pur restando decisamente continentale (nella cittadina di Turkistan le temperature medie oscillano dai −5 °C di gennaio ai 29 °C di luglio, con media annua di 12 °C) è, relativamente al resto del territorio kazako, più propizio all'insediamento e all'attività agricola, anche considerando le possibilità di irrigazione date dalla presenza di un importante corso d'acqua.
Il capoluogo regionale è la città di Turkistan, alle falde della catena del Tien Shan; poche le altre città di un certo rilievo, tra cui la principale è Šymkent, ex capoluogo.

## Distretti
La regione è suddivisa in undici distretti (audan) e quattro città autonome (qalasy): Arys, Kentau, Šymkent e Turkistan.
I distretti sono:
- Bäjdibek
- Maqtaaral
- Ordabasy
- Otyrar
- Qazyǧūrt
- Sajram
- Šardara
- Saryaǧaš
- Sozaq
- Töle Bi
- Tulkibas